# Xaver Landerer

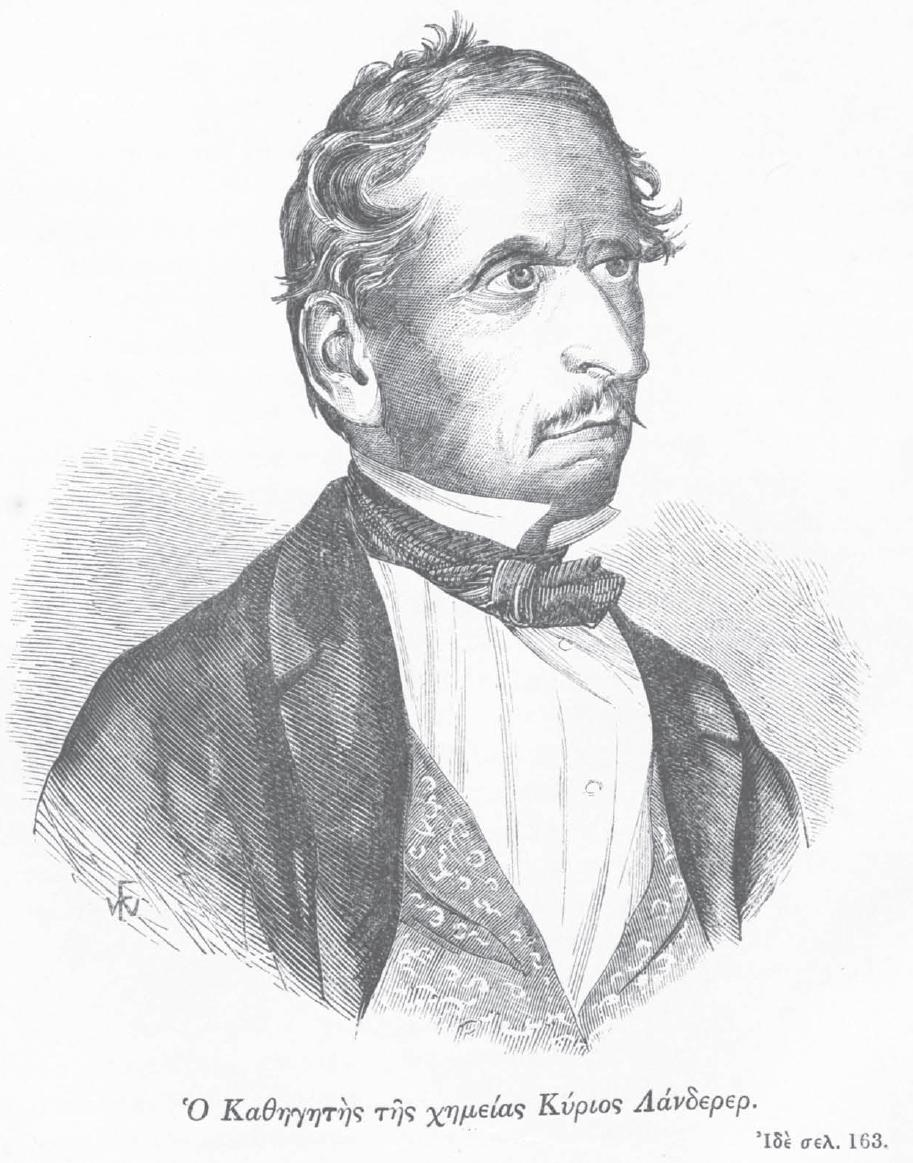
Xaver Landerer 1859

Xaver Landerer (griechisch Ξάβερ Λάντερερ oder Ξαβέριος Λάνδερερ Xaverios Landerer, Schreibung des Vornamens auch Ξαυέριος; * 9. September 1809 in München; † 7. Juli 1885 in Athen) war ein bayrisch-griechischer Professor der Pharmazie, der unter der Regentschaft des griechischen Königs Otto von München nach Griechenland ging und dort an der neu gegründeten Universität Athen Naturwissenschaften lehrte.

## Leben und Wirken
Nachdem Landerer an der Ludwig-Maximilians-Universität München Naturwissenschaften und Medizin studiert hatte, wurde er zum Doktor der Philosophie und Medizin ernannt.
1833 kam er nach Griechenland, um König Otto I. im Auftrag von dessen Vater Ludwig I. von Bayern als Privatapotheker zu dienen. 1837 gehörte er zu den ersten Wissenschaftlern, die zum Professor der Universität Athen ernannt wurden, und bereits 1838 wurde er ordentlicher Professor. Er lehrte in den Fächern Allgemeine Chemie und Experimentalphysik. Wegen seiner Herkunft verlor er 1843 seinen Posten, da beschlossen worden war, alle Ausländer aus dem Staatsdienst zu entlassen. Er blieb jedoch in Griechenland und wurde bereits 1844 wieder als Professor für medizinische Chemie, Pharmazie, Pharmakologie und Botanik berufen. In seiner Zeit an der Universität war er zweimal Dekan der Fakultät für Naturwissenschaften (1846–1847 und 1854–1855) und gründete das erste Labor für pharmazeutische Chemie Griechenlands. Außerdem verfasste er auf Griechisch und Deutsch Schriften und wissenschaftliche Abhandlungen über die Chemie und insbesondere über die Thermalquellen Griechenlands, unter anderem stammt auch das erste griechische Lehrbuch der Chemie von ihm. 1869 trat er aus gesundheitlichen Gründen von seinem Amt zurück und wurde 1875 zum Professor emeritus ernannt. Neben seiner Tätigkeit an der Universität unterrichtete er von 1833 bis 1868 unentgeltlich chemische Technologie an der Kunsthochschule Athens.
Er war Mitglied zahlreicher wissenschaftlicher Gesellschaften und der griechischen Ärztekammer sowie Mitgründer der Athener Augenklinik (Οφθαλμιατρείο Αθηνών Ophthalmiatrio Athinon).
Besondere Achtung zollte man ihm in Griechenland, als er 1837 beim Ausbruch der Pest auf die betroffene Insel Poros reiste und es schaffte, die Verbreitung der Krankheit im Land zu verhindern sowie innerhalb von drei Monaten die Pest auf Poros auszurotten.
Durch sein Engagement für die Wissenschaft und seine unermüdlichen Forschungen in Griechenland sowie seine langjährige, wertvolle Lehrtätigkeit an der Universität galt er bei seinen Zeitgenossen als „echter Grieche“.
Landerer war verheiratet und Vater von vier Töchtern (Amalia Averoff, Iphigenia Vassiliadou, Sophia Kanellopoulou und Masigan Landerer).

## Veröffentlichungen (Auswahl)
- Περί των εν Κύθνω Θερμών Υδάτων („Die Thermalquellen von Kithnos“), 1835.
- Περί των εν Μήλο Θερμών Υδάτων („Die Thermalquellen von Milos“), 1835.
- Περί των εν Σαντορήνη Θερμών Υδάτων („Die Thermalquellen von Santorin“), Athen 1835.
- Περί των εν Υπάτη θερμών Υδάτων („Die Thermalquellen von Ypati“), 1837.
- Die Heilquellen in Griechenland, Beschreibung der Heilquellen von Patradgik, Aidipso und den Thermopylen, 1837.
- Περί των της Ελλάδος Ιαματικών Υδάτων „(Die Heilquellen von Griechenland“), Athen 1840.[7]
- Στοιχεία της Αναλυτικής Χημείας („Elemente der analytischen Chemie“), 1842.
- Τοξικολογία Εγχειρίδιον διά Ιατρούς, Φαρμακοποιούς, Δικαστικούς και Αστυνομικούς Υπαλλήλους („Toxikologisches Handbuch für Ärzte, Apotheker, Gerichtsangestellte und Polizisten“), Athen 1843.[8]
- Εγχειρίδιον Ζωολογίας („Handbuch der Zoologie“), 1848.
- Εγχειρίδιον της Φαρμακολογίας („Handbuch der Pharmakologie“), 1845.
- Εγχειρίδιον Ορυκτολογίας „(Handbuch der Mineralogie“), 1848.
- Συλλογή ιατρικών συνταγών, τ.1-2 („Sammlung medizinischer Rezepte, Band 1–2“) 1854.
- Der Königliche Hofgarten in Athen, 1859.
- Γενική Χημεία („Allgemeine Chemie“), 1861.